# Egmere
Egmere är en by i civil parish Walsingham, i distriktet North Norfolk, i grevskapet Norfolk i England. Byn är belägen 6 km från Wells-next-the-Sea. Egmere var en civil parish fram till 1935 när blev den en del av Great Walsingham. Civil parish hade 81 invånare år 1931. Byn nämndes i Domedagsboken (Domesday Book) år 1086, och kallades då Edgamere/Egemere/Estgamera.